# Гроспетер, Аттила
А́ттила Гро́спетер (венг. Grószpéter Attila; 9 июня 1960, Ходмезёвашархей) — венгерский шахматист, гроссмейстер (1986).
Чемпион Венгрии среди юношей (1977). В чемпионате Европы среди юношей (1978) — 5-е место. Лучшие результаты в чемпионатах Венгрии: 1981 — 1-е; 1984 — 2—3-е; 1986 — 4-е места. В составе команды Венгрии участник 3-х олимпиад (1982, 1984 и 1990), чемпионата Европы (1983) и чемпионата мира (1985).
Успешно выступил в ряде международных турниров: Пловдив (1982) — 1-е; Кечкемет (1983) — 3-е; Оберварт (1984) — 1—4-е; Биль (1984) — 3—5-е; Кечкемет и Прага (1986) — 1-е; Кечкемет (1987) — 3—5-е; Марибор (1987) — 2-е; Западный Берлин (1987; 456 участников) — 2—8-е места.

## Изменения рейтинга
| Графики недоступны из-за технических проблем. См. информацию на Фабрикаторе и на mediawiki.org. |